# Dasyhelea furcillifera
Dasyhelea furcillifera är en tvåvingeart som beskrevs av Tokunaga 1959. Dasyhelea furcillifera ingår i släktet Dasyhelea och familjen svidknott. Inga underarter finns listade i Catalogue of Life.